# Apanteles raviantenna
Apanteles raviantenna är en stekelart som beskrevs av Chen och Song 2004. Apanteles raviantenna ingår i släktet Apanteles och familjen bracksteklar. Inga underarter finns listade i Catalogue of Life.